# Política do Malawi

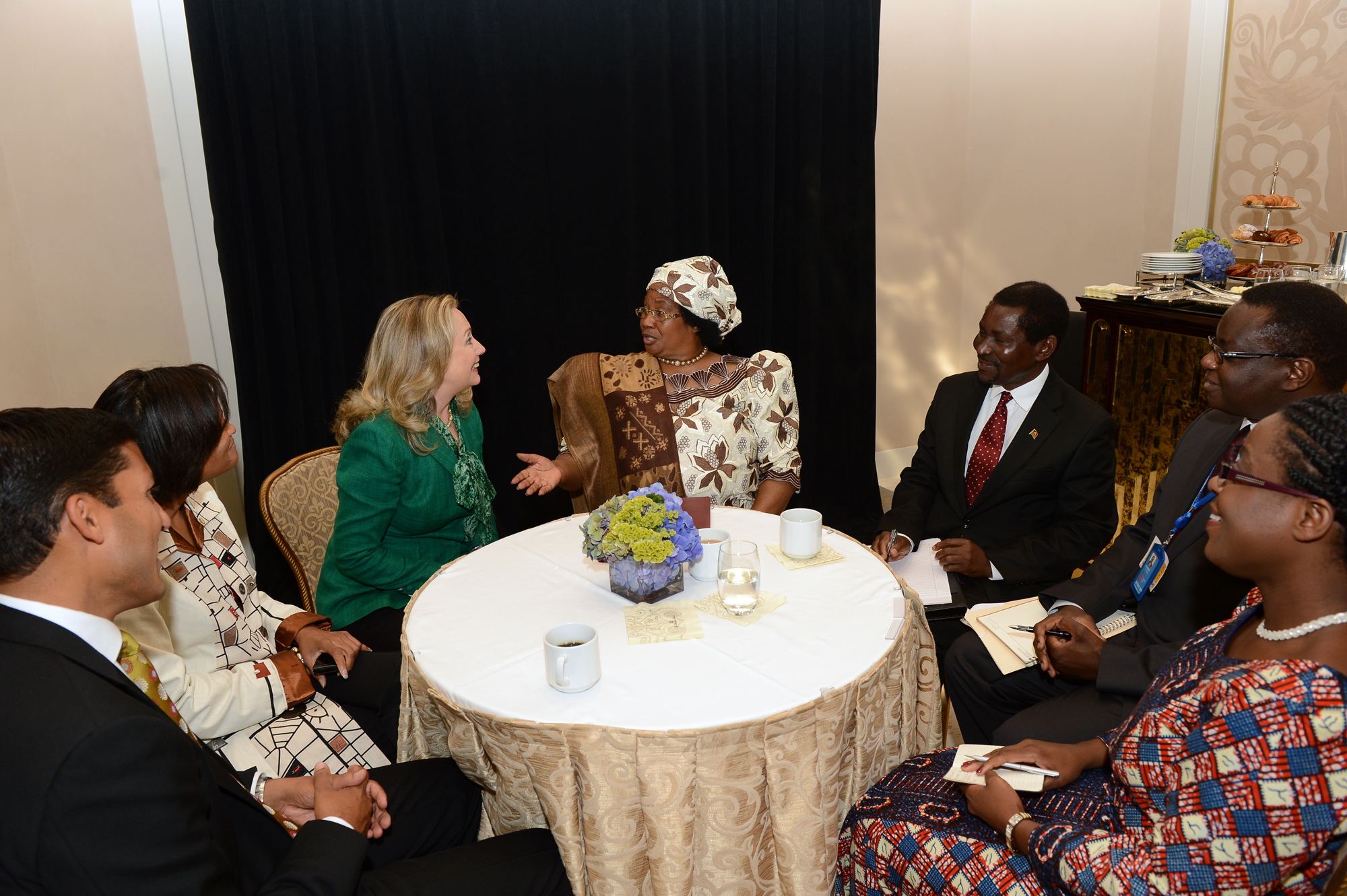
Secretária Clinton encontra-se com o presidente do Malawi Banda.A secretária de Estado dos EUA, Hillary Rodham Clinton, encontra-se com a presidente do Malawi, Joyce Banda, em Nova York, Nova York, em 27 de setembro de 2012. [Foto do Departamento de Estado/ Domínio Público

Política do Malawi tem lugar num quadro de uma república presidencial democracia representativa, no qual o presidente do Malawi é tanto chefe de estado e chefe de governo, e de um  sistema multipartidário. O Poder Executivo é exercido pelo governo. O Poder Legislativo é investido tanto no governo como na Assembleia Nacional. O Judiciário é independente do Executivo e do Legislativo. O governo de Malawi é uma democracia multipartidária desde 1994.

## Poder Executivo
| Cargo           | Nome             | Partido | Desde            |
| --------------- | ---------------- | ------- | ---------------- |
| Presidente      | Lazarus Chakwera | DPP     | 28 de Junio 2020 |
| Vice-presidente | Saulos Chimima   | UDF     | 28 de Junio 2020 |

Sob a Constituição de 1995, o presidente, que é tanto chefe de estado e chefe de governo, é escolhido através do sufrágio universal voto direto a cada 5 anos. Malawi tem um vice-presidente que é eleito com o presidente. O presidente tem a opção de nomear um segundo vice-presidente, que deve ser de um partido diferente. Os membros apontados do gabinete presidencial podem ser desenhado dentro ou fora da Legislatura. Bakili Muluzi foi presidente de 21 de Agosto de 1994 a Agosto de 2004, tendo vencido a reeleição em 1999 com 51,4% dos votos para desafiar a liderança de Gwandaguluwe Chakuamba de 44,3% para o partido MCP-AFORD. Nas eleições de 2004 Bingu wa Mutharika derrotou Chakuamba por uma margem de dez pontos.

## Poder Legislativo
A Assembleia Nacional tem 194 membros, eleitos para um mandato de cinco anos em circunscrições de cadeira-única. A Constituição prevê ainda uma segunda casa, um Senado, de 80 lugares, mas até agora nenhuma ação foi tomada para criar o Senado. O Senado tem como objetivo fornecer uma representação de líderes tradicionais e os diferentes distritos geográficos, bem como diversos grupos de interesses especiais, tais como mulheres, jovens e pessoas com deficiência.

## Partidos políticos e eleições
| Candidatos               | Partidos                       | Votos     | %     |
| ------------------------ | ------------------------------ | --------- | ----- |
| Bingu wa Mutharika       | Frente Democrática Unida       | 1,119,738 | 35.9  |
| John Tembo               | Partido do Congresso do Malawi | 846,457   | 27.1  |
| Gwanda Chakuamba         | Mgwirizano Coalition           | 802,386   | 25.7  |
| Brown Mpinganjira        | Aliança Democrática Nacional   | 272,172   | 8.7   |
| Justin Chimera Malewezi  | Movimento Popular Progressista | 78,892    | 2.5   |
| Total (afluência 54.3 %) | Total (afluência 54.3 %)       | 3,119,645 | 100.0 |
| Eleitores registrados    | Eleitores registrados          | 5,742,747 |       |

| | Votos | % | Assentos |
| --- | ----- | - | -------- |
| Partido do Congresso Malawi |       | . | 59       |
| Frente Democrática Unida |       | . | 49       |
| Mgwirizano Coligação - Partido Republicano (15 assentos) - Movimento Popular Progressista (6 assentos) - Movimento para a Genuína Mudança Democrática (3 assentos) - Partido Democrático Malawi - Fórum para a unidade eo desenvolvimento do Malawi - Partido Unidade Nacional - Partido da Transformação Popular |       | . | 27       |
| Aliança Democrática Nacional |       | . | 8        |
| Aliança para a Democracia |       | . | 6        |
| Não-partidários |       |   | 38       |
| Para ser eleito em eleições |       |   | 6        |
| Total (afluência %) |       |   | 193      |
| Fonte: SBS/IRIN/BBC (citando Comissão Eleitoral do Malawi)/Xinhua |       |   |          |

## Poder Judiciário
A Constituição prevê um poder judiciário independente. O sistema judicial do Malawi, baseado no modelo Inglês, é composta por instâncias inferiores do magistério, uma Alta Corte, e uma Suprema Corte de Apelação.

## Governo local
O governo local é realizado em 28 distritos dentro de três regiões administradas por administradores regionais e comissários distritais que são nomeados pelo governo central. As eleições locais, a primeira era multipartidária, teve lugar em 21 de novembro, 2000. O partido UDF ganhou 70% dos assentos na eleição.
Os distritos são Balaka, Blantyre, Chikwawa, Chiradzulu, Chitipa, Dedza, Dowa, Karonga, Kasungu, Likoma, Lilongwe, Machinga, Mangochi, Mchinji, Mulanje, Mwanza, Mzimba, Nkhata Bay, Nkhotakota, Nsanje, Ntcheu, Ntchisi, Phalombe, Rumphi, Salima, Thyolo, Zomba

## Participação de organização internacional
ACP, 
AfDB, 
C, 
CCC, 
ECA, 
FAO, 
G-77, 
IBRD, 
ICAO, 
ICCt, 
ICFTU, 
ICRM, 
IDA, 
IFAD, 
IFC, 
IFRCS, 
ILO, 
IMF, 
IMO, 
Intelsat, 
Interpol, 
IOC, 
ISO (correspondent), 
ITU, 
NAM, 
OAU, 
OPCW, 
SADC, 
UN, 
UNCTAD, 
UNESCO, 
UNIDO, 
UNMIK, 
UPU, 
WFTU, 
WHO, 
WIPO, 
WMO, 
WToO, 
WTrO